# Flagstaff
Flagstaff är en stad i den amerikanska delstaten Arizona med en yta av 164,8 km² och en befolkning, som uppgår till cirka 66 000 invånare (2010). Av befolkningen är cirka 16 procent av latinamerikansk härkomst.
Staden är belägen i den norra delen av delstaten cirka 200 km norr om huvudstaden Phoenix och cirka 200 km söder om gränsen till Utah. Norr om staden kan man hitta Grand Canyon, och strax öster ut finner man Barringerkratern. Flagstaff ligger utmed den berömda Route 66.
Flagstaff ligger på en altitud av ca 2100 meter över havet och till skillnad från städer som Phoenix och Tucson i södra Arizonas öken är Flagstaff en av USA:s snöigaste städer på vintern.